# Debra Richardson
Debra „Deb“ Lynn Richardson (* 17. Februar 1961 in Minneapolis) ist eine US-amerikanische Beachvolleyballspielerin.

## Karriere
Richardson trat 1994 mit Gayle Stammer in Miami erstmals zu einem Turnier der World Tour an. Anschließend wurde sie in Santos mit Gail Castro Sechste. Mit Karolyn Kirby erreichte sie das Finale in La Serena sowie einen dritten Rang in Rio de Janeiro. Weitere Top-Ten-Ergebnisse gelangen ihr mit Dennie Shupryt Knoop und Linda Hanley.
1996 bildete Richardson wieder ein Duo mit Castro. Nach einem fünften Rang in Hermosa Beach nahmen Castro/Richardson an den Olympischen Spielen in Atlanta teil. Dort unterlagen sie nach dem Auftaktsieg gegen die Niederländerinnen Schoon-Kadijk/van de Ven in der zweiten Runde dem australischen Duo Cook/Pottharst. In der Verlierer-Runde schieden sie gegen die Japanerinnen Fujita/Takahashi aus und beendeten das Turnier auf Rang neun. Beim anschließenden Grand Slam in Carolina kamen sie auf den 17. Platz.
1997 nahm Richardson mit Linda Chisholm an der ersten offiziellen Weltmeisterschaft in Los Angeles teil und erreichte den 17. Platz. Ihren letzten Auftritt bei der World Tour hatte sie anschließend in Salvador da Bahia mit Desirée Leipham.